# Can Marí (Tiana)
Can Marí és una masia amb elements gòtics i renaixentistes de Tiana (Maresme) protegida com a bé cultural d'interès local.

## Descripció
És un edifici civil, una masia formada per una planta baixa, un pis i unes golfes. Coberta per una teulada de dues vessants i el carener perpendicular a la façana. Exteriorment destaca pel seu portal dovellat de mig punt, que queda una mica excèntric respecte l'eix de simetria de la construcció, així com pel conjunt de finestres realitzades amb carreus de pedra, especialment la que hi ha a la dreta. Arran de teulada hi ha quatre obertures o arcs escarsers, que pertanyen a les golfes o antic graner. Damunt el balcó principal hi ha un escut d'armes esculpit en pedra. Els murs són de maçoneria i en algunes parts s'han reutilitzat algunes peces de pedra picada i ja tallada per altres finalitats.
L'interior de Can Mari destaca especialment per la seva planta baixa perfectament conservada en el seu estat original. Està formada per tres cossos perpendiculars a la façana i un situat paral·lelament en la part posterior i que ocupa l'amplada dels altres. Cadascun d'aquests cossos presenta un sostre amb bigues de fusta, sostingut per arcs diafragmàtics de mig punt. Tant els murs com els arcs estan fets amb carreus de pedra, excepte el cos posterior, que està realitzat amb maó i no està cobert. El primer pis o planta noble està restaurada, conservant però l'estructura original i destinada a allotjar les sales de joc i les sales d'estar del Casino. Les golfes estan ben conservades, amb el sostre de fusta i els vessants inclinats, encara que avui dia no s'utilitzen. Cal remarcar l'existència d'una escala de cargol que comunica la planta noble amb les golfes. Aquesta escala, en comptes d'un eix central, ella mateixa forma un nervi helicoidal, permetent la creació d'un ull central; està realitzada amb pedra. Sembla probable que el cos posterior de la planta baixa de l'edifici hagi estat afegit posteriorment als altres.

### Finestra
Situada a la part dreta de la façana, és l'única del conjunt decorada amb relleus escultòrics. Treballada amb carreus de pedra. Destaca especialment la llinda profusament decorada, amb un guardapols que a la part central allotja un escut amb la lletra M esculpida, sostingut per dos lleons i coronat a la part superior per antres animals híbrids. La part superior dels brancals està decorada amb petits caps d'angelets i d'altres figures, i la part baixa amb motllures. Per la seva tipologia es pot considerar com una finestra gòtica amb elements ornamentals renaixentistes, possiblement del segle xvi.

### Baranes
Les baranes són de ferro, d'uns 50 cm d'alçada x i 1 m de llargada, aproximadament. La composició de cada barana forma un teixit o xarxa de volutes i elements ornamentals distribuïts de forma simètrica respecte a un eix central. Aquest eix està representat per una carassa sostinguda per puttis o figuretes nues en una actitud típica del classicisme.

## Història
Hi ha dues inscripcions esculpides sobre les dovelles laterals del portal d'entrada. A la banda dreta diu "PER' IOANNESO" i a la banda esquerra es llegeix "FRANCESC ERAN" (potser diu Grau, però no es pot llegir gaire bé)